# Marijan Dermastia
Marijan Dermastia (partizansko ime Urban Velikonja), slovenski pravnik, častnik, partizan, komunist in prvoborec, * 23. julij 1911, Ljubljana, † 20. december 1971, Ljubljana.

## Življenje
Dermastia je kot študent sodeloval v naprednem gibanju in že leta 1930 postal član Komunistične partije Jugoslavije. Diplomiral je leta 1934 in doktoriral 1936 na Pravni fakulteti v Ljubljani. Od leta 1941 je sodeloval v NOB. Maja meseca 1941 je postal član vojnega komiteja za kamniško okrožje, po vstaji pa komandant Kamniškega bataljona. Pozimi 1941 – 1942 je bil funkcionar VOS, nato komandant Dolenjskega odreda, 5. grupe odredov, Tomšičeve in Cankarjeve brigade ter relejnih postaj Slovenije; bil je tudi načelnik za zveze v štabu 7. korpusa. Nazadnje je do 1946 opravljal funkcijo načelnika štaba KNOJ. Bil je rezervni polkovnik JLA.
Po osvoboditvi je bil generalni direktor državnega zavarovalnega zavoda v Beogradu, generalni guverner Narodne banke FLRJ, pomočnik zveznega ministra za finance, generalni direktor Narodne banke LRS, predsednik OLO Ljubljana, član IS republiške skupščine in republiški sekretar za blagovni promet ter generalni direktor  Jugoslovanske zavarovalne skupnosti in Skupnosti jugoslovanskih železnic v Beogradu. Med letoma 1954 in 1960 je bil predsednik Mestnega sveta Ljubljane (župan mesta).

## Odlikovanja
- red partizanske zvezde z zlatim vencem
- red zaslug za ljudstvo z zlatim vencem
- red bratstva in enotnosti z zlatim vencem
- red za hrabrost
- red partizanske zvezde s srebrnim vencem
- partizanska spomenica 1941